# سابسك-دالني
سابسك-دالني (الروسية: Спасск-Дальний) هي إحدى مدن روسيا في الكيان الفدرالي الروسي بريمورسكي كراي.

## المناخ
يظهر الجدول التالي التغييرات المناخية على مدار السنة لسابسك-دالني:
| البيانات المناخية لـسابسك-دالني   | البيانات المناخية لـسابسك-دالني | البيانات المناخية لـسابسك-دالني | البيانات المناخية لـسابسك-دالني | البيانات المناخية لـسابسك-دالني | البيانات المناخية لـسابسك-دالني | البيانات المناخية لـسابسك-دالني | البيانات المناخية لـسابسك-دالني | البيانات المناخية لـسابسك-دالني | البيانات المناخية لـسابسك-دالني | البيانات المناخية لـسابسك-دالني | البيانات المناخية لـسابسك-دالني | البيانات المناخية لـسابسك-دالني | البيانات المناخية لـسابسك-دالني |
| الشهر                             | يناير                           | فبراير                          | مارس                            | أبريل                           | مايو                            | يونيو                           | يوليو                           | أغسطس                           | سبتمبر                          | أكتوبر                          | نوفمبر                          | ديسمبر                          | المعدل السنوي                   |
| --------------------------------- | ------------------------------- | ------------------------------- | ------------------------------- | ------------------------------- | ------------------------------- | ------------------------------- | ------------------------------- | ------------------------------- | ------------------------------- | ------------------------------- | ------------------------------- | ------------------------------- | ------------------------------- |
| الدرجة القصوى °م (°ف)             | 8.0 (46.4)                      | 12.2 (54.0)                     | 20.0 (68.0)                     | 30.7 (87.3)                     | 32.6 (90.7)                     | 35.5 (95.9)                     | 37.0 (98.6)                     | 36.6 (97.9)                     | 32.1 (89.8)                     | 27.2 (81.0)                     | 21.4 (70.5)                     | 10.4 (50.7)                     | 37.0 (98.6)                     |
| متوسط درجة الحرارة الكبرى °م (°ف) | −11.4 (11.5)                    | −7.0 (19.4)                     | 1.1 (34.0)                      | 10.9 (51.6)                     | 18.1 (64.6)                     | 22.4 (72.3)                     | 25.6 (78.1)                     | 25.3 (77.5)                     | 20.4 (68.7)                     | 12.4 (54.3)                     | 1.3 (34.3)                      | −8.3 (17.1)                     | 9.3 (48.7)                      |
| المتوسط اليومي °م (°ف)            | −16.6 (2.1)                     | −12.3 (9.9)                     | −3.7 (25.3)                     | 5.3 (41.5)                      | 12.4 (54.3)                     | 17.1 (62.8)                     | 20.8 (69.4)                     | 20.9 (69.6)                     | 15.2 (59.4)                     | 7.0 (44.6)                      | −3.8 (25.2)                     | −13.3 (8.1)                     | 4.1 (39.4)                      |
| متوسط درجة الحرارة الصغرى °م (°ف) | −22.9 (−9.2)                    | −19.1 (−2.4)                    | −9.8 (14.4)                     | −0.1 (31.8)                     | 6.5 (43.7)                      | 12.0 (53.6)                     | 16.4 (61.5)                     | 16.5 (61.7)                     | 9.2 (48.6)                      | 0.7 (33.3)                      | −9.5 (14.9)                     | −19.1 (−2.4)                    | −1.6 (29.1)                     |
| أدنى درجة حرارة °م (°ف)           | −37.2 (−35.0)                   | −36.8 (−34.2)                   | −27.8 (−18.0)                   | −12.2 (10.0)                    | −5.9 (21.4)                     | 2.0 (35.6)                      | 5.0 (41.0)                      | 6.3 (43.3)                      | −2.8 (27.0)                     | −13.1 (8.4)                     | −27.3 (−17.1)                   | −36.1 (−33.0)                   | −37.2 (−35.0)                   |
| الهطول مم (إنش)                   | 19.6 (0.77)                     | 10.4 (0.41)                     | 27.7 (1.09)                     | 37.1 (1.46)                     | 68.8 (2.71)                     | 94.0 (3.70)                     | 93.2 (3.67)                     | 101.0 (3.98)                    | 71.8 (2.83)                     | 36.0 (1.42)                     | 18.2 (0.72)                     | 12.7 (0.50)                     | 590.5 (23.25)                   |
| متوسط الرطوبة النسبية (%)         | 74                              | 69                              | 68                              | 69                              | 73                              | 79                              | 84                              | 82                              | 75                              | 68                              | 66                              | 70                              | 73                              |
| المصدر:                           |                                 |                                 |                                 |                                 |                                 |                                 |                                 |                                 |                                 |                                 |                                 |                                 |                                 |